# Solanum tomentosum
Solanum tomentosum är en potatisväxtart som beskrevs av Carl von Linné. Solanum tomentosum ingår i släktet skattor som ingår i familjen potatisväxter. Inga underarter finns listade i Catalogue of Life.